# Ciabua Amiredjibi
Mzeciabuk „Ciabua” Amiredjibi (scris alternativ „Amirejibi”, în georgiană მზეჭაბუკ "ჭაბუა" ამირეჯიბი; n. 18 noiembrie 1921, Tbilisi, Republica Sovietică Socialistă Gruzină – d. 12 decembrie 2013, Tbilisi, Georgia) a fost un romancier georgian și disident antisovietic cunoscut pentru capodopera sa Data Tutașhia și pentru detenția îndelungată în închisorile sovietice.

## Începuturile carierei literare
S-a născut în orașul Tbilisi din RSS Georgiană în 1921. Familia lui, care avea o origine princiară, a suferit persecuții în timpul Marii Epurări organizate de Iosif V. Stalin: tatăl său, prințul Irakli G. Amiredjibi, a fost împușcat în 1938 și mama lui, prințesa Maria M. Nakașidze, a fost trimisă în Gulag. Ciabua a absolvit liceul în 1938, apoi, în timpul celui de-al Doilea Război Mondial, a fost recrutat în Armata Roșie, dar a fost scos din armată în 1942 din cauza originii princiare a familiei sale. A fost admis în 1943 la Facultatea de Filologie a Universității de Stat din Tbilisi. Ulterior, el a devenit implicat în activitățile antisovietice, devenind membru al organizației politice clandestine „Tetri Giorgi”. În aprilie 1944 a fost arestat sub acuzația de complot în vederea răsturnării puterii sovietice din Georgia și condamnat la 25 de ani de închisoare în Siberia. După cincisprezece ani de închisoare, trei evadări din lagăr și două condamnări la moarte, el a fost în cele din urmă eliberat din închisoare și reabilitat în 1959 și a început o carieră de scriitor la aproape 40 de ani, publicând volumele de povestiri Drumul (გზა, 1962), Unchiul meu timid (ჩემი მეჯღანე ბიძა, 1963), Spovedania taurului (ხარის აღსარება, 1964) și Giorgi Burduli (გიორგი ბურდული, 1965).

## Celebritatea
Cel mai celebru roman al lui Amirejibi și una dintre cele mai valoroase scrieri moderne ale literaturii georgiene, Data Tutașhia (დათა თუთაშხია, 1971–1975), a adus un succes senzațional revistei Tsiskari și celebritate pentru scriitor. Conceput în timpul anilor de detenție ai lui Amiredjibi, acest substanțial roman de peste 700 de pagini a trecut de cenzura sovietică și a fost publicat ca urmare a intervenției prim-secretarului Partidului Comunist Georgian Eduard Șevardnadze. Romanul prezintă povestea unui haiduc georgian din perioada Imperialui Rus, o temă foarte populară în literatura georgiană, și combină escapadele palpitante cu meditațiile dostoievskiene cu privire la soarta omului și la atașamentul față de patrie. Povestea este narată de un jandarm rus, contele Szeged, care oferă frecvent cuvântul altor personaje. Haiducul Data Tutașhia se ascunde timp de mulți ani de poliția țaristă, condusă de vărul lui Data, imperturbabilul și imparțialul Mushni Zarandia. Cartea și filmul inspirat de ea l-au transformat pe Data Tutașhia într-un erou iconic, foarte popular în Georgia.

## Cariera ulterioară
Amirejibi a salutat proclamarea independenței statului Georgia și a fost membru al Parlamentului din 1992 până în 1995. În 1992 el a fost recompensat cu prestigiosul Premiu de Stat Șota Rustaveli. Cu toate acestea, anii grei ai războiului civil și moartea fiului său cel mare, Irakli, în Războiul din Abhazia din 1992 l-au afectat puternic pe scriitor. Prin urmare, publicarea în 1995 a romanului Gora Mborgali (გორა მბორგალი), început în 1978, a reprezentat o adevărată surpriză; cartea este inspirată de experiențele autorului în închisorile sovietice. Cea mai recentă lucrare, Regele Gheorghe cel Măreț (გიორგი ბრწყინვალე), un roman istoric despre un rege georgian din secolul al XIV-lea care promovează mândria națională, a apărut în 2005.
A fost decorat cu cele mai înaltă decorații civile ale Georgiei și a obținut mai multe premii literare ruse și internaționale.
Amiredjibi a revenit pentru scurt timp în politică în iulie 2009, când s-a alăturat mișcării daitsavi sakartvelo („Apărarea Georgiei”), care-și manifesta opoziția față de guvernarea președintelui Mihail Saakașvili. În 16 noiembrie 2010 a devenit călugăr a Bisericii Ortodoxe Georgiene sub numele de David. Din cauza stării sale de sănătate, ceremonia de tundere în monahism a fost oficiată în propriul apartament al scriitorului.

## Opera
- Drumul (volum de povestiri), 1962
- Unchiul meu timid (volum de povestiri), 1963
- Spovedania taurului (volum de povestiri), 1964; publicat în traducere română în 1989
- Giorgi Burduli (roman), 1965
- Data Tutașhia (roman), 1973–1975; publicat în traducere română în 1981
- Gora Mborgali sau Surâsul destinului (roman), 1984–1994; publicat în traducere română în 2010
- Regele Gheorghe cel Măreț (roman), 2003

## Legături externe
- Chabua Amirejibi's website
- Chabua Amirejibi's biography and photogallery[nefuncțională]
. The National Parliamentary Library of Georgia website.